# Interatividade
Interatividade é um conceito que, quase sempre, está associado às novas mídias de comunicação. Pode ser definida como "uma medida do potencial de habilidade de uma mídia permitir que o usuário exerça influência sobre o conteúdo ou a forma da comunicação mediada". Porém, ainda há a perspectiva sociológica do termo, que seria "a relação entre duas ou mais pessoas que, em determinada situação, adaptam seus comportamentos e ações uns aos outros".
Interatividade não é um termo comumente encontrado em dicionários. A única referência está no Dicionário de Inglês de Oxford, que diz: 
a)	Uma atividade que envolve interação;
b)	Propriedade de ser interativo.
Essa aplicação dupla da palavra é significante e merece investigação.

## As Diferentes Visões da Interatividade

### Interatividade como Atividade
Interatividade – exclusivamente considerando a atividade de troca comunicativa – pode ser definida como "uma expressão da extensão que, em uma determinada série de trocas comunicativas, qualquer terceira (ou posterior) transmissão (ou mensagem) é relacionada ao grau com o qual trocas anteriores se referiram a transmissões ainda mais antigas".

### Interatividade como Propriedade
Interatividade não é somente uma troca de comunicação, mas também geração de conteúdo. Como propriedade, interatividade pode ser abordada como sendo um atributo da tecnologia. "Consequentemente, o foco do resultado é no design (de interface) e na técnica (usabilidade). Claro que essas propriedades são importantes, pois fornecem parte do contexto para a entrega de conteúdo ao usuário. Porém, essa aproximação é inadequada para descrever interatividade como atividade".

## Dimensões da Definição
Heeter trabalha com uma definição de seis dimensões:
1)	Complexidade da escolha disponível;
2)	Esforço que o usuário deve exercer;
3)	Responsividade para o usuário;
4)	Monitoramento da informação;
5)	Facilidade de Adicionar informação;
6)	Facilitação da comunicação interpessoal.
Já Downes & McMillan propõem uma definição de interatividade baseada em cinco dimensões:
1)	Direção da comunicação;
2)	Flexibilidade do sincronismo;
3)	Senso de lugar;
4)	Nível de controle;
5)	Responsividade e percepção do propósito da comunicação.
Flexibilidade do sincronismo como uma dimensão chave da definição.

Interatividade é uma variável que flutua através de indivíduos e meios (por exemplo, computadores são mais interativos que jornais). Podemos assumir que a habilidade de induzir respostas – não limitadas a uma comunicação de duas mãos, mas também considerando multi-vias de comunicação – é o principal requisito para chamar um meio de comunicação de interativo.

## Conceituação
Na conclusão da pesquisa, foi possível definir interatividade conceitual e operacionalmente. 

### Visão Conceitual
Conceitualmente, o termo pode ser definido como "o grau com o qual uma tecnologia de comunicação pode criar um ambiente mediado no qual participantes podem se comunicar [...] sincronizada ou assincronamente e participar em trocas de mensagens recíprocas [...] [e] também se refere à habilidade do usuário de perceber a experiência como uma simulação da comunicação interpessoal".

### Visão Operacional
Operacionalmente, conclui-se que interatividade é estabelecida por três fatores: estrutura tecnológica do meio usado (velocidade, alcance, flexibilidade do sincronismo e complexidade sensorial); característica do ajuste da comunicação; e percepção dos indivíduos (proximidade, velocidade percebida, ativação sensorial e telepresença).